# Philipp von Mansfeld

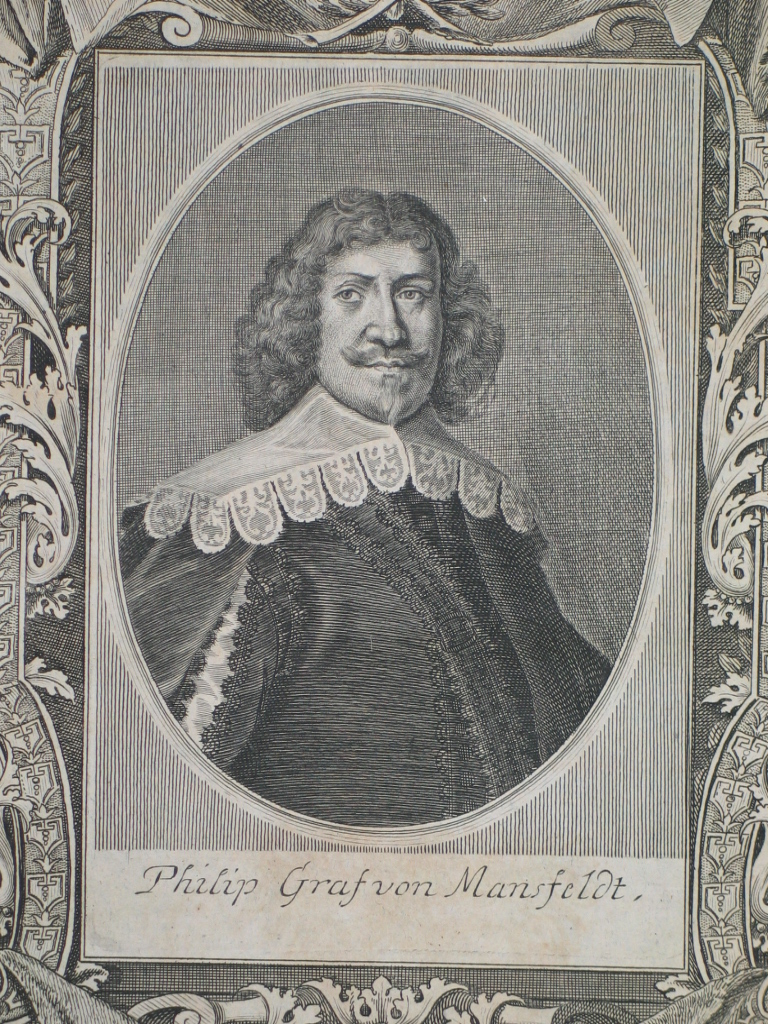
Philipp von Mansfeld

Philipp von Mansfeld-Vorderort zu Bornstedt (* 1589; † 8. April 1657 in Raab, heute Győr in Ungarn) war Offizier im Dreißigjährigen Krieg. Er kämpfte zunächst auf Seiten der Schweden und Protestanten, wurde gefangen genommen, konvertierte zum Katholizismus und trat in kaiserliche Dienste. Er baute an der Ostsee eine Flotte auf und kämpfte später an verschiedenen Kriegsschauplätzen. Zuletzt stand er im Rang eines Feldmarschalls und war Kommandeur der Stadt Raab im damaligen Königlichen Ungarn. 

## Familie
Er war der jüngste Sohn des Grafen Bruno II. aus der Linie Mansfeld–Vorderort–Bornstedt des Adelsgeschlechtes Mansfeld (siehe auch Stammliste des Hauses Mansfeld). Seine Mutter war Christine von Barby und Mühlingen. Zwei seiner Brüder, Wolfgang und Bruno, traten später in kaiserliche Dienste. 
Philipp war dreimal verheiratet.
Er heiratete im Jahr 1611 Maria von Mansfeld-Hinterort (* 1567 (nach 3. März); † zw. 1625 und 1635), Tochter des Grafen Johann von Mansfeld-Hinterort und Witwe des 30 Jahre älteren und 1604 verstorbenen Landgrafen Ludwig IV. von Hessen-Marburg. Die Ehe war kinderlos geblieben. Bei dem nach dem Tod des Landgrafen ausbrechenden bitteren Erbstreit mit dessen Neffen, den Landgrafen Moritz von Hessen Kassel und Ludwig V. von Hessen-Darmstadt, wurde sie des Ehebruchs mit dem Haushofmeister Philipp Ludwig von Baumbach bezichtigt.
In zweiter Ehe heiratete er zwischen 1625 und 1635 Klara N.N., († (Mai) 1648). Das Paar hatte folgende Kinder:
- Maria Clara (~ 21. Dezember 1635)
- Ferdinand (~ 6. Juni 1637)
- Anna Caroline  († 19. August 1712)

⚭  Karl Heinrich von Zierotin († 1682)
⚭  Philipp Franz von Gallas (1666–1731)
- Susanne Polyxena Catharina (~ 7. Juli 1640; † 1693)

⚭ Graf Matthias Ernst von Berchtold (* 26. Februar 1632; † 7. Juli 1678)
⚭ Graf Julius Leopold von Hoditz und Wolframitz (* 19. Juli 1640; † 23. Juli 1693)
- Georg Albert (* 4. Mai 1642; † 26. Dezember 1696) ⚭ (August 1696) Barbara Magdalena von Mansfeld-Hinterort (* 12. Januar 1618; † 25. Dezember 1696)

Nach dem Tod seiner zweiten Frau Klara heiratete er, am 20. Juni 1648 in Penzing bei Wien, Gräfin Margareta Katherina Popelovna Lobkowitz. Sie war in erster Ehe mit Johann Karl von Schönberg verheiratet gewesen und war Hofdame der Kaiserin Maria Anna. Aus dieser Ehe stammt:
- Franziska Margarethe (* 1653; † 31. Mai 1720) ⚭ Friedrich von Zedlitz († 15. Dezember 1690; ▭ Oktober 1691) aus dem Haus Bolckenhain

## Leben
Nach dem Tod des Vaters 1615 wurde er zusammen mit seinen Brüdern regierender Graf der Linie Mansfeld–Vorderort–Bornstedt. 
Er hatte zunächst bei den Schweden gedient und nahm möglicherweise am Ingermanländischen Krieg teil, der 1617 endete. Auch danach war er noch Inhaber eines schwedischen Infanterieregiments. Im Jahr 1622 kämpfte er auf protestantischer Seite unter seinem entfernten Verwandten Ernst von Mansfeld und geriet während der Schlacht auf der Lorscher Heide (10. Juni 1622) in Gefangenschaft. Wahrscheinlich übten seine Brüder in Wien ihren Einfluss aus, um ihn frei zu bekommen. Auch seine Frau dürfte sich in Brüssel, der Hauptstadt der Spanischen Niederlande, für seine Freilassung eingesetzt haben. Diese zog sich hin und er scheint noch 1624 in Gefangenschaft gewesen zu sein. Nach seiner Freilassung konvertierte er zum Katholizismus und wechselte in das kaiserliche Lager über. 
Er war 1628 Kommandant der kaiserlichen Ostseeflotte unter Wallenstein und sammelte zum Aufbau der Flotte Schiffe und Seeleute zusammen. Er ließ eine Gießerei bauen, erwarb mehrere große Handelsschiffe und ließ sie zu Kriegszwecken umrüsten. Weitere Schiffe wurden gebaut. Von Danzig kamen 1629 sieben Kriegsschiffe, andere Schiffe sollten aus Dünkirchen kommen. Die Dänen versuchten, die in Wismar liegende Flotte durch Angriffe zu zerstören. Beide Seiten kaperten Schiffe des jeweiligen Gegners. Ein größerer dänischer Angriff mit vierzehn Schiffen folgte am 2. April 1629. Der Lübecker Frieden beendete die Kämpfe. Mit den Schweden gab es später nur kleinere Gefechte.
1631 nahm er an der Belagerung von Magdeburg teil. Am 3. Mai verlegte er sein Quartier von Wanzleben nach Westerhüsen. Er eroberte eines der wichtigen Außenwerke der Stadt. Beim eigentlichen Sturm soll er zögerlich vorgegangen sein. Im selben Jahr wurde er zum Hofrat und kaiserlichen Kämmerer ernannt. Ein Jahr später war er Feldzeugmeister und 1633 Feldmarschall.
Seit 1633 kämpfte er als „Generalcapo an der Weser“ in Westfalen, in der Wetterau und später in der Landgrafschaft Hessen. Einer seiner wichtigsten Untergebenen war Lothar Dietrich von Bönninghausen, der meist die Kavallerie kommandierte. 
Pfalzgraf Wolfgang Wilhelm beklagte sich beim Kaiser über das zügellose Wüten der Soldaten Mansfelds bei Übergriffen in seinem Gebiet. Auch in Hessen gingen seine Soldaten rücksichtslos vor. Er drohte, dass im Nassauischen „kein Schweinestall mehr stehen bleiben“ solle. Tatsächlich kam es zu Übergriffen und Zerstörungen. Bei Dillenburg kam es zu heftigen Gefechten mit den Hessen und die Stadt wurde geplündert. 
Später stand er an der Spitze einer im Wesentlichen von den Spaniern übernommenen Armee in Süddeutschland. Er kommandierte im Oktober 1634 etwa 10.000–15.000 Mann. Zusammen mit Gallas und Piccolomini, sollte der als vorsichtig operierender Kommandeur geltende Mansfeld, die Schweden nach deren Niederlage in der Schlacht bei Nördlingen in die Zange nehmen. Aus der Gegend um Köln setzte er sich im November in Richtung der Wetterau in Marsch. Es ging darum, das Gebiet zwischen Lahn, Rhein und Main unter kaiserliche Kontrolle zu bringen und katholische Priester zurückzuführen. Gegen ihn formierte sich eine Armee unter Bernhard von Sachsen-Weimar. Mansfeld zog seine Truppen bei Aschaffenburg zusammen und verschanzte sich. Mit verstärkten Truppen rückte Mansfeld bis in die Nähe von Gelnhausen vor. Dort standen sich beide Armeen einige Tage unmittelbar gegenüber, ohne dass es zur Schlacht kam. Nachdem die gegnerischen Truppen abgezogen waren, konnte Mansfeld die Kinziggegend unter Kontrolle bekommen. 
Danach hielt er sich vor allem in Wien auf. Er wurde 1637 Kommandant der Hartschier-Leibgarde. Als seine Frau Margareta Katherina eine Affäre mit einem ungarischen Oberstleutnant hatte, kam es zu einem Skandal. 
Im Jahr 1639 kämpfte er in Schlesien gegen die Schweden, bis er sein Kommando dort 1640 an Martin Maximilian von der Goltz übergab. Zuletzt war er 1657 Kommandant der Festung Raab im Königlichen Ungarn.